# 森田豊
森田 豊（もりた ゆたか、1963年6月18日 - ）は、東京都台東区出身の医師、ジャーナリストである。

## 人物
医学者・森田浩一郎の長男として東京都台東区谷中に生まれる。秋田大学医学部を卒業後、東大病院で臨床研修を行い、東京大学大学院医学系研究科博士課程を修了した。医師として医療に従事するとともに、メディアにてジャーナリストとして活動を行っている。

### 略歴
- 1979年3月　東京学芸大学附属竹早中学校卒業
- 1982年3月　東京学芸大学附属高等学校卒業
- 1988年3月　秋田大学医学部医学科卒業
- 1988年6月　東京大学医学部附属病院研修医
- 1992年4月　日本学術振興会特別研究員（1995年3月まで）
- 1995年3月　東京大学大学院医学系研究科博士課程修了。博士（医学）の学位を取得
- 1996年4月　東京大学医学部附属病院助手（1999年8月まで）
- 1997年5月　日本学術振興会海外特別研究員 （1999年4月まで）
- 1997年6月　ハーバード大学専任講師（1999年7月まで）
- 2000年4月　埼玉県立がんセンター外科系医長（2001年5月まで）
- 2004年4月　板橋中央総合病院産婦人科部長（2011年2月まで）
- 2019年9月　大妻女子大学特任教授[1]
- 2025年7月　「急性骨髄性白血病」と診断されたことを公表[2]

## 医師・ジャーナリストとして

### 医師
医師としての専門は、産婦人科、心療内科、内科全般。板橋中央総合病院在籍中は、医療崩壊をどうやって防ぐか？という問題に取り込み、女性医師の離職防止、勤務時間の徹底、医師の仕事の効率化、チーム医療の導入などを実践した。

### ジャーナリスト
種々の病気、医療問題の概説をしている。特に、『ねぎを首に巻くと風邪が治るか？』（角川SCC新書）を執筆の後、医学都市伝説の真偽を解明する仕分け人として、種々のテレビ、ラジオ番組に出演している。

### 特任教授
大妻女子大学特任教授（2019年9月 - ）

## 出演番組
- ゴゴスマ -GO GO!Smile!-（CBCテレビ）
- 飯田浩司のOK! Cozy up!（ニッポン放送、2018年5月 - ）
- 名医のTHE太鼓判!（TBSテレビ、2017年10月 - ）
- キャッチ!（中京テレビ、2017年4月13日 - ） 木曜日隔週レギュラー
- ドデスカ!（名古屋テレビ、2015年3月30日 - ） 月曜日コメンテーター
- バイキング（フジテレビ、2014年4月 - 2015年3月） 金曜日コーナーレギュラー
  - 2014年4月から同年10月17日までは、コーナーレギュラー
  - 2014年11月から2015年1月30日までは、不定期出演[5]
  - 2015年2月からは、コーナーレギュラー
- 駆け込みドクター!運命を変える健康診断（TBSテレビ、2013年6月 - ） レギュラー出演
- 上沼・高田のクギズケ!（読売テレビ）
- ひるおび!（TBSテレビ、常識クイズ！どっちがホント？）
- 高嶋ひでたけのあさラジ!（ニッポン放送、ラジオ人間ドック、2010年10月から月に一週間）
- みのもんたの朝ズバッ!（TBSテレビ、朝ズバッ！健康相談所、2012年1月から毎週金曜）
- ひるおび!（TBSテレビ、医学の新常識にまつわるクイズ、2010年12月から月に一回）
- タカトシの時間ですよ!（TBSテレビ）
- ゴールデンアワー（TOKYO MX TV、2011年4月から9月まで毎週木曜日）
- 笑っていいとも!（フジテレビ、2011年4月から水曜日新企画「目指せ連続正解！クイズ！わかってない」）
- そうだったのか!学べるニュース（テレビ朝日）
- DON!（日本テレビ）
- 上柳昌彦 ごごばん!（ニッポン放送）
- Blue Ocean（TOKYO FM）
- クロノス（TOKYO FM）
- 菅野しろうのアナログ情報バラエティ しろバラ（文化放送）
- たかじんのそこまで言って委員会（読売テレビ）
- たかじんNOマネー〜人生は金時なり〜（テレビ大阪）
- まさかのホントバラエティー イカさまタコさま（TBSテレビ）
- NIKKEI×BS LIVE 7PM（BSジャパン）
- 山浦ひさしのトコトン!1スタ（テレビ愛知）
- かんさい情報ネットten!（読売テレビ）
- 間違いだらけの健康ジョーシキ（フジテレビ）
- 朝生ワイド す・またん!（読売テレビ）
- 女は悩まない 女の世直しニュース女子（DHCシアター）
- テレフォン人生相談（ニッポン放送） - 父・森田浩一郎も出演歴あり

## その他の出演
- 『医進薬新 夢のメディ神殿2021スペシャル』第4回 フレイルと骨粗鬆症、進行役、2021年1月31日（BS日テレ）
- 『医進薬新 夢のメディ神殿2021スペシャル』第3回 がんと精密医療、進行役、2021年1月24日（BS日テレ）
- 『医進薬新 夢のメディ神殿2021スペシャル』第2回 ウイルス感染症と人類、進行役、2021年1月17日（BS日テレ）
- 『医進薬新 夢のメディ神殿2021スペシャル』第1回 新型コロナウイルス感染症、進行役、2021年1月10日（BS日テレ）
- 『医進薬新 夢のメディ神殿2020スペシャル』#04 片頭痛、進行役、2020年2月2日（BS日テレ）
- 『医進薬新 夢のメディ神殿2020スペシャル』#03 血液のがん、進行役、2020年1月19日（BS日テレ）
- 『医進薬新 夢のメディ神殿2020スペシャル』#02 ぜんそく アレルギー疾患、進行役、2020年1月12日（BS日テレ）
- 『医進薬新 夢のメディ神殿2020スペシャル』#01 インフルエンザ〜感染症〜、進行役、2020年1月5日（BS日テレ）
- 『医進薬新 夢のメディ神殿2019スペシャル』第4回「心房細動と脳梗塞」進行役、2019年2月3日（BS日テレ）
- 新!お茶の間の真実（テレビ東京）2019年1月30日
- 『医進薬新 夢のメディ神殿2019スペシャル』第3回「免疫の仕組みとがん・自己免疫疾患」進行役、2019年1月20日（BS日テレ）
- 新説!所JAPAN、2019年1月14日 (関西テレビ)
- 『医進薬新 夢のメディ神殿2019スペシャル』第2回「腸がん・胃がんとゲノム医療」進行役、2019年1月13日（BS日テレ）
- 『医進薬新 夢のメディ神殿2019スペシャル』第1回「慢性便秘症」進行役、2019年1月6日（BS日テレ）
- 千鳥の「話の引き出し」、2018年12月29日（関西テレビ）
- 出川哲朗のアイ・アム・スタディー （日本テレビ）
- くにまるジャパン 極 （文化放送）
- 世界で本当にあった！奇跡の救出映像、2018年8月26日（テレビ朝日）
- ラスト平成夏休み!究極の自由研究発表SP、2018年8月5日（TBSテレビ）
- J-WAVE TOKYO MORNING RADIO (J-WAVE)
- サンデーLIVE!! (テレビ朝日)
- イッテンモノ (テレビ朝日)
- アウト×デラックス (フジテレビ)
- サタデープラス (毎日放送)
- 教えて!ニュースライブ 正義のミカタ (朝日放送テレビ)
- 『医進薬新 夢のメディ神殿2018スペシャル』第4回「睡眠障害」進行役、2018年2月4日（BS日テレ）
- Nスタ(TBSテレビ)
- 『医進薬新 夢のメディ神殿2018スペシャル』第3回「乾癬とアトピー性皮膚炎」進行役、2018年1月14日（BS日テレ）
- MBS SONG TOWN（山本彩さんにコメント）、2018年1月18日（毎日放送）
- 『医進薬新 夢のメディ神殿2018スペシャル』第2回「糖尿病と糖尿病合併症」進行役、2018年1月14日（BS日テレ）
- 『医進薬新 夢のメディ神殿2018スペシャル』第1回「乳がん」進行役、2018年1月7日（BS日テレ）
- 激論!サンデーCROSS (TOKYO MX)
- 土田晃之 日曜のへそ(ニッポン放送)
- ウェークアップ!ぷらすシンポジウム2017「どうなる日本!? 〜この国の医療への診断書〜」(読売テレビ)
- 中居正広の身になる図書館ドクターXチーム参戦3時間スペシャル(テレビ朝日)
- ドラマの設定あるあるリサーチ!(NHK総合)
- 名医のTHE太鼓判5＆スーパードクターズ合体4時間SP★乳がん＆難手術に密着(TBSテレビ)
- ママとパパのギモン塾〜カリスマ先生が解決！妊活＆子育て問題〜(関西テレビ)
- 特盛!よしもと 今田・八光のおしゃべりジャングル(読売テレビ)
- マツコ&有吉 かりそめ天国(テレビ朝日)
- 名医のTHE太鼓判4〜人間ドックビフォーアフターSP（TBSテレビ）
- AbemaWaveサタデーナイト(AbemaNews)
- 北野誠のズバリサタデー(CBCラジオ)
- Lifestyle Council(CROSS FM)
- 石塚元章 ニュースマン!!(CBCラジオ)
- 名医のTHE太鼓判3〜リバウンドなしダイエット＆突然死を予防するぞ！SP（TBSテレビ）
- 学天即の知らぬがホトケ（読売テレビ）
- 『医進薬新 夢のメディ神殿2017スペシャル』解説出演・監修（BS日テレ）
- TBSニュースバード(TBS-CS)
- 高橋みなみの これから、何する?(TOKYO FM)
- この差って何ですか?(TBSテレビ)
- 名医のTHE太鼓判2(TBSテレビ)
- ウチくる!? (フジテレビ)
- 今夜解決!噂の健康術 名医のTHE太鼓判!今やるべき10の法則SP（TBSテレビ）
- #ハイ_ポール(フジテレビ)
- モーニングCROSS (TOKYO MX)
- ジェーン・スー 生活は踊る (TBSラジオ)
- キャッチ! (中京テレビ)
- シャキット! (チバテレビ)
- スイッチ! (東海テレビ)
- 芸能人がこっそり教える 幸せ別荘ライフ（日本テレビ）
- 大竹まこと ゴールデンラジオ!（文化放送）
- カツヤマサヒコSHOW（サンテレビ）
- 武田和歌子のぴたっと。（ABCラジオ）
- 笹川友里プレシャスサンデー（TBSラジオ）
- 久米書店 〜ヨクわかる!話題の一冊〜（BS日テレ）
- 衝撃スクープ!盛りすぎサンデー編集部（読売テレビ）
- 峰竜太のミネスタ（ラジオ日本）
- OH! HAPPY MORNING（JFN）
- PREMIUM ONE（マルチメディア放送 i-dio）
- キャスト（朝日放送）
- AbemaTV
- なかじましんや 土曜の穴（文化放送）
- ドクター調査班〜医療事故の闇を暴け〜（テレビ東京）医師役として出演、2016年6月3日
- くにまるジャパン（文化放送）
- ニッポンのぞき見太郎（関西テレビ）
- ホンネDEジャパン!（BS-TBS）
- この前兆が危ない！〜死の淵から生還したスター 命の伝言〜（BSジャパン）
- 直撃!コロシアム!! ズバッと!TV（TBSテレビ）
- 衝撃！ホントは怖い!? 常識大逆転スクープTV（TBSテレビ）
- 医食同行!ニュースな芸能人の健康メシ2（日本テレビ）
- なないろ日和!（テレビ東京）
- ニッポン超安全サミット2016（フジテレビ）
- そこまで言って委員会NP（読売テレビ）
- 『医進薬新 夢のメディ神殿2016スペシャル』解説出演・監修（BS日テレ）
- チャージ730!（テレビ東京）
- L4 YOU!（テレビ東京）
- 巷のリアルTV カミングアウト!（フジテレビ）
- ニュース女子（TOKYO MX）
- かんさい情報ネットten.（読売テレビ）
- ロンドンブーツ1号2号 田村淳のNewsCLUB（文化放送）
- 村上マヨネーズのツッコませて頂きます!（関西テレビ）
- オンナnoミカタ（NHKラジオ第一）
- 30XX年まで生き残れ　衝撃!世界の秘健康法SP（TBSテレビ）
- 情報プレゼンター とくダネ!（フジテレビ）
- 私の何がイケないの?（TBSテレビ）
- あのニュースで得する人損する人（日本テレビ）
- 羽鳥慎一モーニングショー（テレビ朝日）
- 新報道2001（フジテレビ）
- Mr.サンデー（フジテレビ）
- 吉田照美 飛べ!サルバドール（文化放送）
- 爆笑!ジャパニズム宣言（読売テレビ）
- 誰だって波瀾爆笑（日本テレビ）
- テイバン・タイムズ（BS朝日）
- 医食同行!ニュースな芸能人の健康メシ（日本テレビ）
- ノンストップ!（フジテレビ）
- ウェークアップ!ぷらす（読売テレビ）
- 白熱ライブ ビビット（TBSテレビ）
- あさパラ!（読売テレビ）
- 女は悩まない 女の世直しニュース女子（DHCシアター、スカパー!）
- モーニングバード（テレビ朝日）
- バラいろダンディ（TOKYO MX）
- ネプリーグ（フジテレビ）
- 有吉のバカだけど…ニュースはじめました（テレビ東京）
- 激論!コロシアム 〜これでいいのか?ニッポン〜（テレビ愛知）
- 荒川強啓 デイ・キャッチ!（TBSラジオ）
- 直撃LIVE グッディ!（フジテレビ）
- 世の中のありなし発見バラエティ!シロクロTV（関西テレビ）
- スクール革命!（日本テレビ）
- なるみ・メッセンジャー黒田の「もんくもん4」（読売テレビ）
- FOOT×BRAIN（テレビ東京）
- 人生いろいろタイムリミット!生活寿命（テレビ東京）
- 世界ミラクルラボラトリー2（フジテレビ）
- ドデスカ!（名古屋テレビ）
- 報道ステーション SUNDAY（テレビ朝日）
- 私の正論（ニッポン放送）
- 垣花正のあなたとハッピー!（ニッポン放送）
- いっぷく!（TBSテレビ）
- 林みなほ プレシャスサンデー（TBSラジオ）
- ウラマヨ!（関西テレビ）
- 中居正広の金曜日のスマたちへ（TBSテレビ）
- クイズ!?正解は出さないで（日本テレビ）
- 上沼恵美子とドン底を経験した芸能人！〜離婚、病気、ここまでぶっちゃけましたSP〜（関西テレビ）
- たかじんNOマネー BLACK（テレビ大阪）
- スターの私生活!総点検 THE シークレット健診 2（日本テレビ）
- 笑撃!あるあるナイアール（読売テレビ）
- LIVE2014ニュースJAPAN（フジテレビ）
- 真実解明バラエティー!トリックハンター（日本テレビ）
- 情報ライブ ミヤネ屋（読売テレビ）
- アイ・アム・冒険少年（TBSテレビ）
- 大竹まこと ゴールデンラジオ!（文化放送）
- トリハダ（秘）スクープ映像100科ジテン（テレビ朝日）
- ニッポンの医療最前線（関西テレビ）
- あさチャン!（TBSテレビ）
- 5時に夢中!（TOKYO MX）
- 月曜から夜ふかし（日本テレビ）
- THE シークレット健診（日本テレビ）
- 和食と健康について（アルジャジーラ、2014年5月1日）
- ちゃちゃ入れマンデー（関西テレビ）
- もんくもん（読売テレビ）
- サンバリュ（日本テレビ）
- ビートたけしのTVタックル（テレビ朝日）
- 解決!ナイナイアンサー（日本テレビ）
- 超潜入!リアルスコープハイパー（フジテレビ）
- セキララ☆新発見 ものしりティーチャー（関西テレビ）
- お台場政経塾（フジテレビ）
- 世界ミラクルラボラトリー 奇跡の人生再生プロジェクト（フジテレビ）
- 100秒博士アカデミー（TBSテレビ）
- 壮絶！芸能人闘病記〜命が助かるヒント教えます〜（テレビ朝日）
- 午前零時の岡村隆史（TBSテレビ）
- OH! HAPPY MORNING（TOKYO FM）
- Groovin'×Groovin'（ラジオNIKKEI第二）
- 深層NEWS（BS日テレ）
- スーパーJチャンネル（テレビ朝日）
- グッド!モーニング（テレビ朝日）
- 情報満載ライブショー モーニングバード!（テレビ朝日）
- 武田和歌子のぴたっと。（ABCラジオ）
- 人生が変わる1分間の深イイ話（日本テレビ）
- オールスター感謝祭（TBSテレビ）
- ぐるぐるナインティナイン（日本テレビ）
- アゲるテレビ（フジテレビ）
- 世界陸上（TBSテレビ）
- シューイチ（日本テレビ）
- ウェークアップ!ぷらす（読売テレビ）
- 石坂浩二＆タカトシの"こんな人"は危ない〜最新治療で解決SP!〜（TBSテレビ、2013年7月3日）
- 奇跡体験!アンビリバボー（フジテレビ）
- みのもんたのウィークエンドをつかまえろ（文化放送）
- 世界一受けたい授業（日本テレビ）
- スッキリ!!（日本テレビ）
- たけしの健康エンターテインメント!みんなの家庭の医学（朝日放送）
- スーパーニュース（フジテレビ）
- スーパーモーニング（テレビ朝日）
- 奈美悦子・辻よしなりのちなみに?（TBSラジオ）
- 夏木マリ・丈夫も芸のうち（NHKラジオ第一）
- NMBとまなぶくん（関西テレビ）
- それ、放っておくとヤバイです（TBSテレビ）
- マネーの羅針盤（テレビ東京）
- ドクター調査班〜医療事故の闇を暴け〜

## エピソード
ジャーナリストになった理由について、「医師不足、医療崩壊などといわれるようになり、医療現場の実態と解決策などを、わかりやすい言葉で、医療現場とメディアの間の溝を埋めたかったから」と述べている。
医師不足、医療崩壊などの医療に関わる問題、診療科を問わない様々な病気の解説を行っている。

## 著書
- もうがまんしない！女性特有の病気 --- 上手なつきあい方と最新治療法（ゴマブックス）
- 産科医が消える前に --- 現役医師が描く危機回避のシナリオ（朝日新聞出版、2008年4月22日）
- ねぎを首に巻くと風邪が治るか？ --- 知らないと損をする最新医学常識（角川SCC新書、2010年3月10日）
- あの医学都市伝説ってホントなの？ --- 知れば知るほどおもしろい　最新の医学知識ブック（青山出版社、2011年4月29日）
- あの「健康法」のウソ・ホント --- この健康法は本当に効くのか？（ワニブックス【PLUS】新書、2011年12月8日）
- 「病院に行くほどではない」と放っておくと大変なことになる！（扶桑社、2012年11月1日）
- ダイエットはオーダーメイドしなさい！（幻冬舎、2013年10月24日）
- 今すぐ「それ」をやめなさい！ --- Dr.モリタのやめるだけで健康になる50のヒント（すばる舎、2016年5月17日）
- ブリタニカ科学まんが図鑑　人体（監修、ナツメ社、2018年8月10日）
- 名医が教える　寿命を延ばす恋愛医学（扶桑社、2019年11月2日）

## WEB関連
- 日刊スポーツ「ドクター森田の『健康になりなさい！2019』」連日60連発連載（2019年8月18日 - ）
- 日刊スポーツ「ドクター森田の『健康になりなさい！』」連日60連発連載（2018年5月14日 - ）
- 米国医療ドラマ『コード・ブラック 生と死の間で』に関するインタビュー

## 監修
- BS日テレ『医進薬新 夢のメディ神殿2021スペシャル』第4回 フレイルと骨粗鬆症、監修、2021年1月31日
- BS日テレ『医進薬新 夢のメディ神殿2021スペシャル』第3回 がんと精密医療、監修、2021年1月24日
- BS日テレ『医進薬新 夢のメディ神殿2021スペシャル』第2回 ウイルス感染症と人類、監修、2021年1月17日
- BS日テレ『医進薬新 夢のメディ神殿2021スペシャル』第1回 新型コロナウイルス感染症、監修、2021年1月10日
- BS日テレ『医進薬新 夢のメディ神殿2020スペシャル』#04 片頭痛、監修、2020年2月2日
- BS日テレ『医進薬新 夢のメディ神殿2020スペシャル』#03 血液のがん、監修、2020年1月19日
- BS日テレ『医進薬新 夢のメディ神殿2020スペシャル』#02 ぜんそく アレルギー疾患、監修、2020年1月12日
- BS日テレ『医進薬新 夢のメディ神殿2020スペシャル』#01 インフルエンザ〜感染症〜、監修、2020年1月5日
- テレビ朝日『木曜ドラマ・ドクターX〜外科医・大門未知子〜』第六シーズン（2019年10月 - ）医療監修
- BS日テレ『医進薬新 夢のメディ神殿2019スペシャル』第4回「心房細動と脳梗塞」監修、2019年2月3日
- BS日テレ『医進薬新 夢のメディ神殿2019スペシャル』第3回「免疫の仕組みとがん・自己免疫疾患」監修、2019年1月20日
- BS日テレ『医進薬新 夢のメディ神殿2019スペシャル』第2回「大腸がん・胃がんとゲノム医療」監修、2019年1月13日
- BS日テレ『医進薬新 夢のメディ神殿2019スペシャル』第1回「慢性便秘症」監修、2019年1月6日
- テレビ朝日『DOCTORS〜最強の名医〜』新春SP2018（2018年1月4日）医療アドバイザー
- TBSテレビ『名医のTHE太鼓判!』（2017年10月 - ）医療監修
- テレビ朝日『木曜ドラマ・ドクターX〜外科医・大門未知子〜』第五シーズン（2017年10月 - ）医療監修
- BS日テレ『医進薬新 夢のメディ神殿2017スペシャル』第4話「自己免疫疾患と新薬」解説出演・監修、2017年1月29日
- BS日テレ『医進薬新 夢のメディ神殿2017スペシャル』第3話「精神・神経系疾患と新薬」解説出演・監修、2017年1月22日
- BS日テレ『医進薬新 夢のメディ神殿2017スペシャル』第2話「痛みと新薬」解説出演・監修、2017年1月15日
- BS日テレ『医進薬新 夢のメディ神殿2017スペシャル』第1話「がんと新薬」解説出演・監修、2017年1月8日
- テレビ朝日『ドクターY〜外科医・加地秀樹〜』医療監修
- テレビ朝日『木曜ドラマ・ドクターX〜外科医・大門未知子〜』第四シーズン（2016年10月 - ）医療監修
- TBSテレビ『今夜解決!噂の健康術 名医のTHE太鼓判!今やるべき10の法則SP』監修、2016年9月26日
- TBSテレビ『直撃!コロシアム!! ズバッと!TV』医療監修、2016年7月23日
- テレビ朝日『木曜ドラマ・ドクターX〜外科医・大門未知子〜』2016年スペシャル（2016年7月3日）
- TBSテレビ『直撃!コロシアム!! ズバッと!TV』医療監修、2016年6月20日
- テレビ東京『ドクター調査班〜医療事故の闇を暴け〜』医療監修、2016年4月 -
- テレビ朝日『マツコ&有吉の怒り新党』監修、2016年1月20日
- BS日テレ『医進薬新 夢のメディ神殿2016スペシャル』第4話「がんと新薬」監修および解説出演、2016年1月31日
- BS日テレ『医進薬新 夢のメディ神殿2016スペシャル』第3話「感染症（C型肝炎、HIV）と新薬」監修および解説出演、2016年1月24日
- BS日テレ『医進薬新 夢のメディ神殿2016スペシャル』第2話「ぜんそく・アレルギー疾患と新薬」監修および解説出演、2016年1月17日
- BS日テレ『医進薬新 夢のメディ神殿2016スペシャル』第1話「炎症性腸疾患と新薬」監修および解説出演、2016年1月10日
- 日本テレビ『世界一受けたい授業』医療監修、2015年9月26日
- テレビ朝日『夏目と右腕』医療監修、2015年6月6日
- 日本テレビ『世界一受けたい授業』医療監修、2015年5月30日
- 日本テレビ『世界一受けたい授業』医療監修、2015年4月25日
- BS日テレ『医進薬新 夢のメディ神殿2015スペシャル』第4話「製薬産業の貢献と挑戦」監修および解説出演、2015年1月27日
- BS日テレ『医進薬新 夢のメディ神殿2015スペシャル』第3話「医療と薬のイノベーション」監修および解説出演、2015年1月24日
- BS日テレ『医進薬新 夢のメディ神殿2015スペシャル』第2話「アンメット・メディカル・ニーズ克服への挑戦」監修および解説出演、2015年1月17日
- BS日テレ『医進薬新 夢のメディ神殿2015スペシャル』第1話「難病の克服に向けて」監修および解説出演、2015年1月10日
- テレビ朝日『木曜ドラマ・ドクターX〜外科医・大門未知子〜』第三シーズン（2014年10月 - ）
- BSフジ『久米宏のニッポン百年物語「医学」』2013年12月30日
- TBSテレビ『石坂浩二＆タカトシの"こんな人"は危ない〜最新治療で解決SP!〜』2013年7月3日
- TBSテレビ『駆け込みドクター!運命を変える健康診断』2013年6月 -
- TBSテレビ『みのもんたの朝ズバッ!』2012年1月 -
- フジテレビ『ザ・ベストハウス123』2009年5月23日、2009年11月11日、2010年1月16日
- 日本テレビ『ザ!世界仰天ニュース』2008年9月3日
- テレビ朝日『中居正広の怪しい本の集まる図書館』2010年12月27日、2011年3月20日、2011年3月21日、2011年7月17日、2011年7月18日
- テレビ朝日『中居正広の怪しい噂の集まる図書館』2011年10月 -
- テレビ朝日『Qさま!!』
- テレビ朝日『お願い!ランキング』
- テレビ朝日『木曜ドラマ・DOCTORS〜最強の名医〜』第一シーズン（2011年10月27日 - ）、スペシャル（2013年6月1日）
- テレビ朝日『木曜ドラマ・DOCTORS 2〜最強の名医〜』第二シーズン（2013年7月11日 - ）
- テレビ朝日『木曜ドラマ・ドクターX〜外科医・大門未知子〜』第二シーズン（2013年10月 - ）
- テレビ朝日『木曜ドラマ・ドクターX〜外科医・大門未知子〜』第一シーズン（2012年10月 - ）
- TBSテレビ『それ、放っておくとヤバイです』

## 雑誌
VERY、DOMANI、HERS、家庭画報、レタスクラブ、美的など、女性向けの雑誌に医療情報を発信。その他、AERAで、海堂尊と医療崩壊の防止策について防止策について対談した。教育界の刊行物では、医療と教育にまつわる問題を連載している。